# Ян Фродено
Ян Фродено  (нім. Jan Frodeno, 18 серпня 1981) — німецький тріатлоніст, олімпійський чемпіон, чемпіон Європи та світу. Чоловік австралійської тріатлоністки Емми Сноусілл.

## Виступи на Олімпіадах
| Олімпіада   | Дисципліна | Місце |
| ----------- | ---------- | ----- |
| Пекін 2008  | Тріатлон   | 1     |
| Лондон 2012 | Тріатлон   | 6     |